# Oberems
Oberems là một đô thị trong huyện Leuk, bang Valais, Thụy Sĩ. Đô thị này có diện tích 84,6 km2, dân số thời điểm tháng 12 năm 2009 là 136 người.